# Gos bover
El Gos bover és un gos que tradicionalment s'ha utilitzat per al maneig i per a la conducció del bestiar boví.

## Races oficialment reconegudes
La Federació Cinològica Internacional classifica les races de gossos bovers en dos grups diferents basant-se en la seva fisonomia. En el Grup I, Secció 2, posa als gossos bovers d'aspecte lupoide i en el Grup II, Secció 3, als molosoides de tipus muntanya.

### Races incloses en el Grup I, Secció 2ª, Gossos bovers de tipus lupoide
|  |  |  |
|  |  |  |

#### Races reconegudes de forma provisional
|  |

### Races incloses en el Grup II, Secció 3ª, Molosos de tipus muntanya i Bovers suïssos
|  |  |  |  |  |  |
|  |  |  |  |  |  |